# Alexander Nikolajewitsch Wassiljew

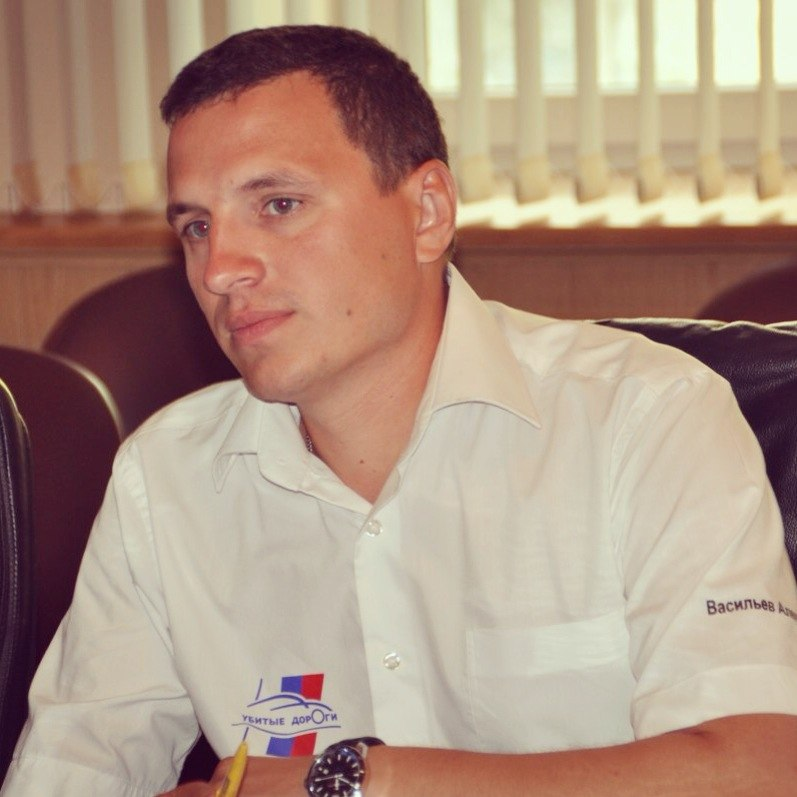
Alexander Wassiljew (2013)

Alexander Nikolajewitsch Wassiljew (russisch Алекса́ндр Никола́евич Васи́льев; * 30. März 1982 in Pskow) ist ein russischer Politiker und Funktionär, Leiter der überregionalen sozialen Entwicklungsbewegung des Verkehrssystems „Schlaglochstraßen“. Er ist Abgeordneter der Staatsduma der 6. und 7. Einberufung vom 4. Dezember 2011 bis heute. Am 12. Juni 2013 ist er in den Zentralstab der Gesamtrussischen Volksfront eingetreten. Am 21. Dezember 2016 gehört er dem Entwicklungskomitee in der Grundrichtung der strategischen Entwicklung der Russischen Föderation „Gefahrlose und qualitätsvolle Straßen“ bei dem Präsidium des Sowjets beim Präsidenten der Russischen Föderation in der strategischen Entwicklung und Prioritätsprojekten an.

## Lebenslauf
Im Jahre 1999 wurde Wassiljew an die Pskower Staatliche Polytechnische Hochschule an die Fakultät für Bauingenieurwesen aufgenommen. Seit 2003 fing er an in der wissenschaftlichen Abteilung des Instituts zu arbeiten. Nach dem Studium blieb er dort bis Ende 2011 als leitender Ingenieur tätig. Im Jahre 2008 gründete er die Netz-Community „Schlaglochstraßen“, um die öffentliche Kontrolle über die Straßenqualität zu übernehmen. 2011 wurde er in die 6. Einberufung der Staatsduma gewählt. Er ist ein Komiteemitglied der Staatsduma für Verkehr.

### Soziales Engagement
Im Jahre 2008 gründete er die Netz-Community „Schlaglochstraßen“ mit dem Ziel, die öffentliche Kontrolle über die Reparatur und Straßenunterhaltung einzuführen. Die Community organisierte und führte zahlreiche Aktionen in Pskow durch: „Ich zahle Steuern – wo sind die Straßen?“, „Marsch der leeren Kanister durch die Schlaglochstraßen“, „Fußgängertag“, „Beerdigung der Pskower Straßen“.
Am 25. August 2011 begann die von der Bewegung „Pskower Schlaglochstraßen“ organisierte Wladiwostok-Kaliningrader Auto-Rallye. Nach den Ergebnissen der Auto-Rallye hat der Verkehrsminister der Russischen Föderation, Igor Lewitin, einen Bericht über den Zustand der Straßenoberfläche, die Straßeninfrastruktur und Kraftstoffpreise bekommen.
Im April 2014 nahm Präsident Wladimir Putin während der Fragestunde die Effektivität der Bewegung „Schlaglochstraßen“ zur Kenntnis und forderte, dass solche Tätigkeiten in allen Regionen des Landes entfalten.
Er war der Leiter der Straßenexpedition „Russland-2014“, die vom 12. Juni bis zum 9. August 2014 dauerte. Der Veranstalter war die Allrussische Volksfront, deren Hauptaufgabe es ist, die Bemühungen der Regionen zur Verrichtung der „Mai Dekrete“ von Wladimir Putin zu bewerten. Besondere Aufmerksamkeit schenkte man dem Zustand der Straßen. Auf der gesamten Rallyestrecke wurde der Straßenzustand mit einem von Rosatom-Experten entwickelten Straßenscanner überprüft.
Am 22. Dezember 2014 stellte Wassiljew bei einer Sitzung der Öffentlichen Kammer des Pskower Gebiets einen neuen Flagge- und Wappenentwurf des Pskower Gebiets vor. Als Ergebnis der Diskussion beschloss die Öffentliche Kammer, den Entwurf zur Prüfung durch die gesetzgebende Körperschaft – Pskower Regionalversammlung der Abgeordneten im Januar–Februar 2015 vorzulegen.
Im Jahre 2015 leitete er die von der Bewegung „Schlaglochstraßen“ und der Allrussischen Volksfront organisierte Inspektion „Bewerten wir die Qualität der Straßen!“. Im Rahmen des Projekts wurden in 130 Städten in 82 Regionen der Russischen Föderation in mehr als fünf Monaten mehr als 1000 Straßen mit der Garantie geprüft.
Im Februar 2017 wurde das Projekt „Straßeninspektion ONF / Landkarte der Schlaglochstraßen“ gestartet. Das Ziel dieses Projekts ist die Beteiligung der Bürger an der Gestaltung der Straßenverkehrspolitik in den Regionen und die Verbesserung der Straßenqualität.

### Politisches Engagement
Als Leitfigur der Organisation wurde Wassiljew im Jahre 2011 Mitglied der Allrussischen Volksfront und in die Kandidatenlisten für die Abgeordneten der Staatsduma der 6. Einberufung der Partei „Einiges Russland“ aufgenommen. Am 4. Dezember 2011 wurde er gemäß der ONF-Quote in den Parteilisten der Partei „Einiges Russland“ zum Abgeordneten der Staatsduma der 6. Einberufung gewählt.
Im Jahre 2016 wurde er zum Abgeordneten der Staatsduma der 7. Einberufung gewählt.

### Initiativen
- Im Januar 2013 brachte er in der Staatsduma einen Gesetzentwurf zur Einführung von festen Gewährleistungsfristen für den Bau und Betrieb von Straßen ein.[17]
- Im Juli 2013 führte er Änderungen in den Bundesgesetzen zur Behandlung der Staatsduma ein, nach denen die Kunden und Auftragnehmer im Straßensektor sind u.z. die Organe der Bundesregierung, lokale Regierungen, einheitliche Unternehmen, SG „Russische Automobilstraßen“, unbedingt auf ihren offiziellen Webseiten im Internet Informationen über die abgeschlossenen Verträge für die Reparatur von Straßen mit der Angabe der Kosten und Abnahmeprotokolle der Straßenarbeiten veröffentlichen müssen.[18]
- Im November 2013 schlug er vor, die Standardvorschriften zu entwickeln, die das rücksichtsvolle Fahren auszeichnet.[19]
- Anfang 2014 schlug er vor, eine elektronische Warteschlange einzurichten und die notwendige Infrastruktur an der Grenze zu Lettland und Estland in der Region Pskow zu schaffen.[20] Am 10. Februar 2014 wurden Änderungen der Rechtsvorschriften über die Anordnung von Straßenabschnitten an den Anfahrten zu Kontrollpunkten über die Staatsgrenze der Russischen Föderation an die Staatsduma übermittelt.[21]
- Im Januar 2014 richtete er eine Anfrage an den Föderalen Antimonopoldienst zur Frage grundloser Preiserhöhungen für Bahn- und Flugtickets, und das Ministerium stellte Verletzung der Gesetzgebung bei der Preisgestaltung fest.[22]

### Autosport
Als Steuermann wurde er zusammen mit dem Piloten Sergey Alekseev bei der Rallye 2013 in der Testgruppe 1600N zum Champion des Nordwestlichen Föderalen Bezirkes, im Oktober 2013 gewann er den Renault Logan Cup. Am 23. Januar 2014 wurde ihm die Leistungsklasse des Meisterkandidaten im Motorsport verliehen.
Am 13. März 2018 wurde er ein Mitglied des Pskower Motorradklubs „Positive Mechanik“.

## Auszeichnungen
Die Medaille des Verdienstordens für das Vaterland des 2. Grades (11. Oktober 2018) für einen großen Beitrag zur Stärkung der russischen Staatlichkeit, zur Entwicklung des Parlamentarismus und aktive Gesetzgebungstätigkeit.